# Daniil Kvjat
Daniil Vjačeslavovič Kvjat (rusko Дании́л Вячесла́вович Квят), ruski dirkač, * 26. april 1994, Ufa, Rusija.
Kvjat je leta 2012 osvojil prvenstvo Formule Renault 2.0 Alps, leta 2013 pa GP3. Na zadnjih dveh dirkah sezone 2013 je bil tretji dirkač moštva Toro Rosso, s katerim je v sezoni 2014 debitiral v Svetovnem prvenstvu Formule 1. Z osmimi prvenstvenimi točkami je osvojil petnajsto mesto v prvenstvu s tremi devetimi in dvema desetima mestoma. Pred sezono 2015 je prestopil v Red Bull Racing, na dirki za Veliko nagrado Madžarske je dosegel svojo prvo uvrstitev na stopničke z drugim mestom. Od pete dirke sezone 2016 do konca sezone 2020 je znova nastopal pri moštvu Toro Rosso, kasneje AlphaTauri.

## Rezultati Formule 1
(legenda) (odebeljene dirke pomenijo najboljši štartni položaj, poševne pa najhitrejši krog, †-uvrščen kljub odstopu)
| Leto | Moštvo                    | Šasija                    | Motor                           | 1       | 2       | 3       | 4       | 5      | 6       | 7       | 8       | 9       | 10      | 11     | 12     | 13     | 14      | 15     | 16      | 17     | 18     | 19      | 20     | 21      | Prv | Toč |
| ---- | ------------------------- | ------------------------- | ------------------------------- | ------- | ------- | ------- | ------- | ------ | ------- | ------- | ------- | ------- | ------- | ------ | ------ | ------ | ------- | ------ | ------- | ------ | ------ | ------- | ------ | ------- | --- | --- |
| 2013 | Scuderia Toro Rosso       | Toro Rosso STR8           | Ferrari 056 2.4 V8              | AVS     | MAL     | KIT     | BAH     | ŠPA    | MON     | KAN     | VB      | NEM     | MAD     | BEL    | ITA    | SIN    | JAP     | KOR    | IND     | ABU    | ZDA TD | BRA TD  |        |         | –   | –   |
| 2014 | Scuderia Toro Rosso       | Toro Rosso STR9           | Renault Energy F1-2014 1.6 V6 t | AVS 9   | MAL 10  | BAH 11  | KIT 10  | ŠPA 14 | MON Ret | KAN Ret | AVT Ret | VB 9    | NEM Ret | MAD 14 | BEL 9  | ITA 11 | SIN 14  | JAP 11 | RUS 14  | ZDA 15 | BRA 11 | ABU Ret |        |         | 15. | 8   |
| 2015 | Infiniti Red Bull Racing  | Red Bull RB11             | Renault Energy F1-2015 1.6 V6 t | AVS DNS | MAL 9   | KIT Ret | BAH 9   | ŠPA 10 | MON 4   | KAN 9   | AVT 12  | VB 6    | MAD 2   | BEL 4  | ITA 10 | SIN 6  | JAP 13  | RUS 5  | ZDA Ret | MEH 4  | BRA 7  | ABU 10  |        |         | 7.  | 95  |
| 2016 | Red Bull Racing           | Red Bull RB12             | TAG Heuer 1.6 V6 t              | AVS DNS | BAH 7   | KIT 3   | RUS 15  |        |         |         |         |         |         |        |        |        |         |        |         |        |        |         |        |         | 14. | 25  |
| 2016 | Scuderia Toro Rosso       | Toro Rosso STR11          | Ferrari 060 1.6 V6 t            |         |         |         |         | ŠPA 10 | MON Ret | KAN 12  | EU Ret  | AVT Ret | VB 10   | MAD 16 | NEM 15 | BEL 14 | ITA Ret | SIN 9  | MAL 14  | JAP 13 | ZDA 11 | MEH 18  | BRA 13 | ABU Ret | 14. | 25  |
| 2017 | Scuderia Toro Rosso       | Toro Rosso STR12          | Toro Rosso 1.6 V6 t             | AVS 9   | KIT Ret | BAH 12  | RUS 12  | ŠPA 9  | MON 14† | KAN Ret | AZE Ret | AVT 16  | VB 15   | MAD 11 | BEL 12 | ITA 12 | SIN Ret | MAL    | JAP     | ZDA 10 | MEH    | BRA     | ABU    |         | 19. | 5   |
| 2019 | Red Bull Toro Rosso Honda | Scuderia Toro Rosso STR14 | Honda RA619H 1.6 V6 t           | AVS 10  | BAH 12  | KIT Ret | AZE Ret | ŠPA 9  | MON 7   | KAN 10  | FRA 14  | AVT 17  | VB 9    | NEM 3  | MAD 15 | BEL 7  | ITA Ret | SIN 15 | RUS 12  | JAP 10 | MEH 11 | ZDA 12  | BRA 10 | ABU 9   | 13. | 37  |